# Helle Nielsen
Helle Nielsen (født 22. juni 1946 i København, død 4. marts 2025) var en dansk skuespillerinde. Hun var tvillingesøster til skuespillerinden Lykke Nielsen. I modsætning til søsteren fortsatte hun ikke som skuespiller, men fik sig i stedet en almindelig civil karriere. Hun var gift med Fritz Svanholm. 
De to søstre var i begyndelsen af 1960'erne kendt som "Helle og Lykke" ved flere lejligheder, bl.a. ved en modelopgave for en konkurrence i ugebladet Hjemmet. 

## Filmografi
- Andre folks børn (1958)
- Flemming og Kvik (1960)
- Hold da helt ferie (1965)
- Ih, du forbarmende (1966)